# Ur djupen ropar jag till dig

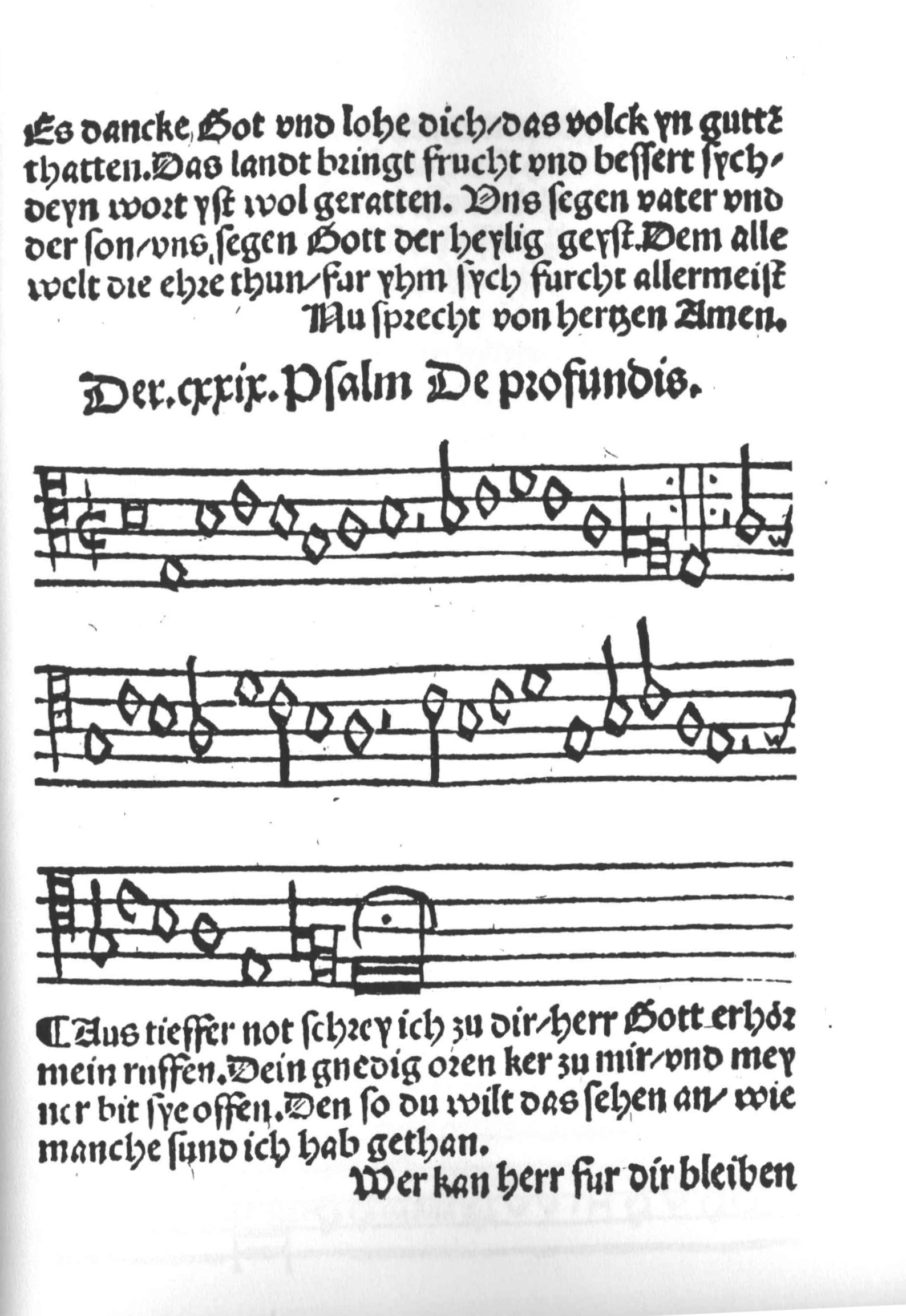
Aus tieffer not schrey ich zu dir i Erfurter Enchiridion, 1524

Ur djupen ropar jag till dig är en gammal psalm i fem verser av Martin Luther från 1524 (Aus tiefer Not schrei ich zu dir), översatt av Olaus Petri 1536. 

## Texten
Liksom psalmen Till dig av hjärtans grunde, har texterna sin utgångspunkt i Psaltaren 130, De profundis (Bön ur djupen om förlåtelse och förlossning). Psalmen introduceras 1536 med Deprofundis Ps. CXXX.
| Latin                               |  | Psaltaren                              |  | Psalmen 1536                          |
| ----------------------------------- |  | -------------------------------------- |  | ------------------------------------- |
| De profundis clamavi ad te, Domine: |  | Ur djupen ropar jag till dig, HERRE    |  | Af diuupsens nödh ropar iach til tich |
| Domine, exaudi vocem meam.          |  | HERRE, hör min röst                    |  | o gudh tu hör mijn klage              |
| Fiant aures tuae intendentes        |  | låt dina öron akta på mina böners ljud |  | tijn milda öron wendt til mich        |

Anders Frostenson gjorde en ny översättning av Luthers text 1977, med fem bibehållna verser, men med ny titelrad. Till skillnad från Olaus Petris översättning är de flesta rimmen ersatta med assonanser.
| Luther 1524                       |  | Psalmer 1695                         |  | Psalmen 1986                  |
| --------------------------------- |  | ------------------------------------ |  | ----------------------------- |
| Aus tiefer Not schrei ich zu dir, |  | Af diupsens nödh ropar jagh til tigh |  | Ur djupen ropar jag till dig. |
| Herr Gott, erhör mein Rufen.      |  | O Gudh tu hör min klaga              |  | Så hör mig, Gud, och svara,   |
| Dein gnädig Ohren kehr zu mir     |  | Tin milda öron wänd til migh         |  | var mild, ha tålamod med mig  |

## Melodin
Den ursprungliga melodin är en komposition av Martin Luthers bekant, musikern och kompositören Johann Walter och först publicerad i Erfurter-enchiridion år 1524. I 1921 års koralbok med 1819 års psalmer anges att kompositionen troligen är av Luther, men publicerad i Johann Walters koralbok. Det anges också att melodin används för O Jesus Krist, min högsta tröst (1695 nr 255) vilken hade haft en annan tonsättning först, samt till psalm O Herre Gud, var har jag gjort (1819 nr 375). Psalmens tonsättning har tydligen varit föremål för förändringar genom åren, för i 1819 års psalmbok som trycktes 1836 anges att melodin är densamma som till psalmen När du på samvete och ed (1819 nr 312), vars huvudtext var psalmen Din spira, Jesus, sträckes ut (1819 nr 118) och första gången publicerad i Geistliche Lieder 1535.
I nyare psalmböcker förekommer en komposition av Egil Hovland från 1974 och en av Curt Lindström skriven  1978 och reviderad 1984.

### Med melodi av Johann Walter
- Swenske Songer eller wisor 1536 med titeln Af diuupsens nödh ropar iach til tich under rubriken "Deprofundis".[1]
- 1572 års psalmbok med titeln AF diuupsens nödh ropar jagh til tigh under rubriken "Någhra Davidz Psalmer".[2]
- Göteborgspsalmboken med titeln Af diupsens nödh ropar jagh til tigh' under rubriken "Om Boot och Bättring".[3]
- 1695 års psalmbok som nr 99 med titeln Af diupsens nödh ropar jagh til tigh under rubriken Konung Davids Psalmer.
- Andeliga Sånger och Werser 1806 nr 194 med 5 verser och titelrad Ur djupet ropar jag till dig under rubriken Om Ånger öfwer synden med en för övrigt annan text.
- 1819 års psalmbok som nr 182 med titeln Af djupens nöd, o Gud, till dig under rubriken Nådens ordning: Omvändelsen: Ånger och tro (botpsalmer).
- Sionstoner 1935 som nr 279 med titeln Av djupets nöd, o Gud, till dig under rubriken Nådens ordning: Väckelse och omvändelse.
- 1937 års psalmbok som nr 278 med titeln Av djupets nöd, o Gud, till dig under rubriken Bättring och omvändelse.
- Den svenska psalmboken 1986 som nr 537 under rubriken Bättring - omvändelse
- Lova Herren 1988 som nr 330 med titeln Av djupets nöd, o Gud, till dig under rubriken Frälsningens mottagande genom tron.
- Svensk psalmbok för den evangelisk-lutherska kyrkan i Finland (1986) som nr 347 under rubriken "Skuld och förlåtelse" med annorlunda text än i Den svenska psalmboken nr 537

### Med melodi av Egil Hovland
- Den svenska psalmboken 1986 som nr 670 under rubriken "Psaltarpsalmer och cantica."

### Med melodi av Curt Lindström
- Psalmer i 90-talet som nr 919 under rubriken "Psaltarpsalmer och Cantica".